# イヴ・クライン

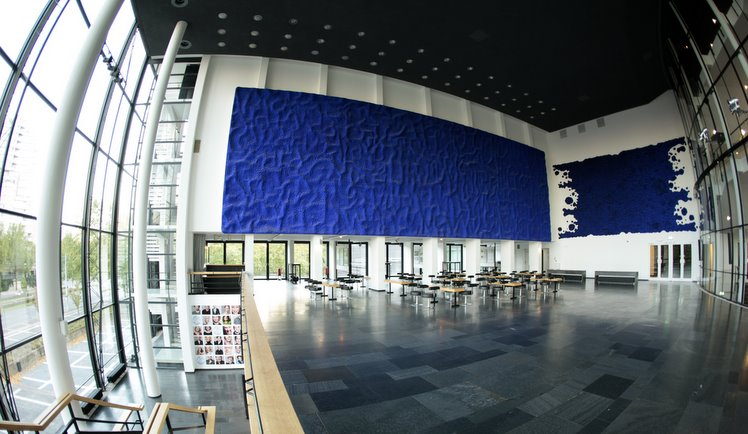
音楽劇場のレリーフ

イヴ・クライン（Yves Klein, 1928年4月28日 - 1962年6月6日）は、単色の作品を制作するモノクロニズムを代表するフランスの画家。アーティストとしての活動は晩年のごく数年である。

## 芸術活動

### モノクローム絵画
クラインは1948年からモノクローム（単色）のみによる絵画作品の制作に取り組み始めた。オレンジや金、ピンク、青などの色を用いて創られたそれらのモノクローム絵画は、作品ごとに画面が平坦か凹凸があるか、明るさによるグラデーションがあるかそのようなグラデーションのない全くの斉一な一色かの違いはあるものの、一作において一色のみを画面全体に塗るという方針では一貫している。もっともクラインのそのような方針はなかなか理解されず、1955年にはオレンジのモノクローム絵画を展覧会に出品しようとして拒否されている。後述のインターナショナル・クライン・ブルーによってもモノクローム絵画の制作は行われた。単色にこだわるクラインの姿勢は、のちの『人体測定』シリーズにおける単色の色使いにも及んでいる。

### インターナショナル・クライン・ブルー
特に「青」を宇宙の神秘的なエネルギーに通じる最も非物質的で抽象的な色だとして重用し、自ら理想的な顔料を開発した。1957年、黄金よりも高貴な青「インターナショナル・クライン・ブルー」（International Klein Blue, IKB）と呼ばれる深い青色（右の画像は近似色）の特許を取得し、ミラノで『イヴ・クライン－モノクロームの提案、ブルーの時代』のタイトルで行われた個展で、この顔料をキャンバス一面に塗布した青色の絵画の作品群を発表した。また、海綿で作ったレリーフや彫刻にIKBを染みこませ青色にした作品も発表している。

### 『空虚』展
1958年、パリのイリス・クレール画廊において全く何も展示しない『空虚』展を開催し、物議を醸す。IKBで印刷された案内状や、画廊への途中にIKBで塗られた物が置かれるなど、会場までには青色が手がかりとして残されていたが、画廊の中は何もない真っ白であった。
彼は、画廊に来るまでの外側に青色の可視的な物質を拡散させた代わりに、画廊内部では青色は「非物質化」されているとした。不可視化され画廊内部に充満した「見ることのできない青色の空間」と、画廊までの道で青色に浸透してきた観客の心の内側が、この空間で重ね合わせられるだろうと述べている。
展覧会後、観客をカフェに招いたクラインは、ジンにコアントロー、メチレンブルーを加えた真っ青なカクテルを振る舞ったと言われる。こうして彼は青色の絵画を展示し壁面に浮遊させ、青色を海綿に浸透させ、ついには青色を拡散させて充満させたことになる。

### パフォーマンス
多くのパフォーマンスや、その記録写真も残している。有名なものは、彼が塀の上から道路の上空に向けて跳躍している写真作品『空虚への跳躍（Saut dans le vide）』であろう。彼は空中を飛ぶという夢にとらわれ、何度もパフォーマンスを行った。
可視のものを不可視にし、また可視に戻すことは彼の芸術のシステムであり、続いて行った儀式的パフォーマンスアートであり絵画でもある『人体測定』シリーズにつながった。1960年から始まった制作で、彼は公開制作の際に観客たちに完全な正装を求め、自らも正装で臨んだ。それは破天荒な場を神聖化するための儀式でもあった。自作曲『モノトーン・シンフォニー』を指揮しオーケストラに演奏させ、IKBの顔料を体に塗ったヌードモデルたちに指示を与えキャンバスに横たわらせたり、横たわるモデルの周りのキャンバスにIKB顔料を吹き付けたりした。この結果、人間の動的エネルギーの痕跡がキャンバスに残ることになった。
この躍動的な人体像が刻印された絵画作品は、日本滞在時に知った原爆投下時に放射熱により壁に残った人影の痕跡、柔道修行時代に見た力士の手形や魚拓、トリノの聖骸布などがモデルとされているが、IKBが浸透し人体部分が白く浮き出たキャンバスによって、「人類が可視の状態から、不可視で霊的なものへの途上にあること」を測定した、薔薇十字団の思想的影響の濃いものともいえる。
1960年、アルマンらとともにヌーヴォー・レアリスムの運動に参加し、IKB一色による肖像の彫刻や、ガスバーナーの跡をキャンバスに残す『火の絵画』も試みたが、1962年、結婚し子供の誕生を控えた時期に心臓麻痺で急死した（詳細は後述）。
1961年、ユーリ・ガガーリンが残した「地球は青かった」という言葉に影響を受けたと思われる作品も残しているが、クラインはガガーリンよりも先に、地球の「青さ」を察知していたと言えるだろう。なおインターナショナル・クライン・ブルーの顔料は現在でもミュージアムショップなどで購入することが出来る。

## 代表作
- 『宇宙進化』（1960年） - キャンバスを風雨に曝し、大気の変化を記録する作品。
- 『人体測定』（1960年） - 裸体の女性にIKBを塗布しキャンバスに押し当てたり、エアブラシで輪郭をかたどったりする作品。公開制作も行った。
- 『火の絵画』（1961年） - 火炎放射器で木材のキャンバスを燃やしながら同時に水をかけ、火の軌跡を記録する作品。
- 『空気の建築』（構想） - ジェット気流で囲まれ、空気で構成された都市を建築家と共に構想し、いくつかのラフスケッチを残した。

## 略歴
- 1928年　ニースに生まれる。少年時代、地中海の海と空の紺碧に影響を受ける。
- 1946年　18歳で薔薇十字団に入り神秘思想を得る。
- 1947年　ニースの警察の開いていた柔道教室に通う。後の芸術上の盟友アルマン、クロード・パスカルの2人と知り合い、3人で各地へヒッチハイク旅行をする。彼らはファースト・ネームだけをサインしたゴッホにならって姓を捨て、ニースの海岸で真っ青な世界を3分割する相談をする。アルマンは大地を、パスカルは海を、クラインは空を取った。
- 1951年　マドリードへアルマンとともに柔道の講師として赴く。
- 1952年　日本へ柔道の修行で1年間滞在し、当時欧米人としては最高位の柔道四段（講道館）を取得。魚拓や力士の手形、「原爆の影」に触れた滞日体験は後の『人体測定』シリーズに影響を与えるが、フランスへの帰国後、ヨーロッパ柔道連盟は彼の黒帯四段を認めず、柔道家としての道を閉ざされる。
- 1955年　モノクローム絵画による初個展。
- 1957年　IKBの特許を取得。
- 1958年 『空虚』展を開催。
- 1960年 『人体測定』公開制作。ヌーヴォー・レアリスムに参加。
- 1962年　1月21日に結婚する。その直後、グァルティエロ・ヤコペッティ監督の映画『MONDO CANE（邦題：世界残酷物語）』で人体測定のパフォーマンスの撮影に応じたが、この映画は実は後に「モンド映画」と呼ばれるやらせドキュメンタリー映画の一種であり、人体測定のシーンは欧州の堕落を伝えるシーンの一つとして恣意的に編集されていた。試写会を見て憤った彼は心臓麻痺を起こし、数日後の6月6日に死去した。34歳であった。

## その他

### ドキュメンタリー
- 日曜美術館「青の彼方へ イヴ・クライン 現代アートの先駆者」（2022年12月18日、NHK Eテレ）[5]
- BLUE ブルー (映画)